# Papisa Joana (romance)

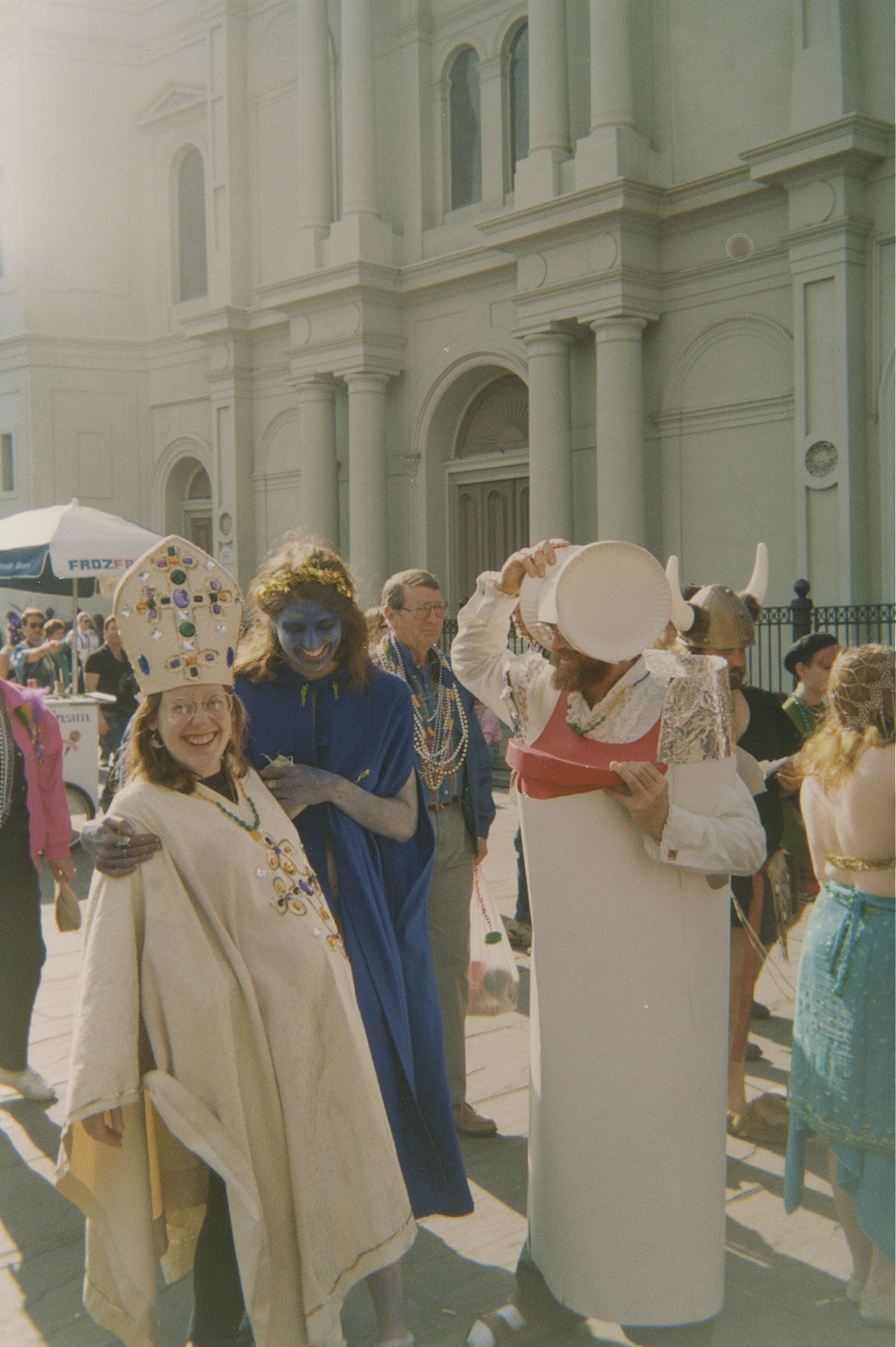
Nova Orleans: foliões do Mardi Gras na Jackson Square, o French Quarter. Fantasias de mulher grávida como "Papisa Joana".

Papisa Joana é um romance de 1996 da escritora americana Donna Woolfolk Cross. Baseia-se na lenda medieval da Papisa Joana. Na maior parte, este romance é a história de uma jovem, cujo desejo de obter mais conhecimento a leva a se vestir como um homem, que (devido a eventos além de seu controle) eventualmente se torna papa. O romance foi adaptado em um filme, A Papisa Joana, lançado em 2009.

## Trama
Joana, filha de um padre e sua esposa Saxônica, nasceu em 814 como o último de três filhos. Quando ele descobre que Joana aprendeu a ler, seu pai a chama de "filha do diabo" e culpa a doença e a morte de seu filho mais velho, Mateus, por ela como punição. Quando o Filho do meio, João, é enviado para a escola, Joana vai com ele e é relutantemente aceito também devido ao seu brilho. Como ela não pode viver com os outros alunos do sexo masculino, ela é enviada para morar com um cavaleiro, Geraldo, e sua família enquanto ela frequenta a escola.
Joana e Geraldo logo se apaixonam. Embora ele permaneça fiel à esposa, ela se ressente de Joana e aproveita a oportunidade para forçá-la a se casar aos 14 anos. No entanto, a cerimônia é interrompida por invasores vikings. Joana escapa por pouco do ataque, mas seu irmão João é morto. Ela então decide se vestir como um jovem e se junta ao mosteiro de Fulda no lugar de seu irmão.
Lá ela se torna uma médica habilidosa e é ordenada sacerdote. Seu pai a visita em Fulda, acreditando que ela seja João. Quando ele descobre quem ela é, ele morre de um derrame antes que ele possa expô-la. Quando a praga chega a Fulda, Joana adoece. Com medo de que descubram que ela é uma mulher, ela foge e encontra refúgio com uma família que ela ajudou.
Após sua convalescença, ela vai para Roma, onde se torna a médica pessoal do Papa Sérgio, um homem fraco facilmente liderado por seu irmão venal Bento. Joan tenta guiar Sérgio para que o papado se torne uma força para o bem. Benedito se ressente de sua influência e tenta incriminá-la por quebrar seu voto de castidade. Quando o imperador franco Lothar marcha sobre Roma, Bento foge com fundos destinados a tentar aplacá-lo, e Joana é restaurada ao seu antigo lugar de autoridade. Benedito é apreendido por Geraldo, agora servindo Lothar, e executado por ordem de Sérgio.
Enquanto isso, Geraldo acidentalmente conhece e reconhece Joana. Ele mantém seu segredo, mas declara que a ama. Eventualmente, eles acabam seu relacionamento e Joana fica grávida.
Lothar e Anastácio acusam Geraldo, agora comandante da milícia do Papa, de corrupção. O raciocínio rápido de Joan salva Geraldo e eles percebem que devem fugir da cidade antes que sua condição se torne óbvia. Joan atrasa, insistindo em ficar até a Páscoa, pois o povo precisa dela. Anastácio planeja tomar o trono e percebe que precisa remover Geraldo antes que ele possa atacar Joan diretamente. Durante uma procissão papal, Geraldo é atraído para uma armadilha, esfaqueado por trás e morto. Já com dor, Joan corre para ficar com ele, mas depois aborta em público e morre de perda de sangue.
Um epílogo revela que Anastácio de fato assumiu o papado, mas não conseguiu mantê-lo. Ele se vingou de certa forma obliterando Joana da história, excluindo-a de seu livro sobre a vida dos papas. No entanto, um arcebispo secretamente faz a restituição restaurando o papado de Joana em uma cópia do livro que ele mesmo fez — pois o arcebispo também é secretamente uma mulher, filha da família camponesa salva por Joana muitos anos antes.